# 別洛耶湖 (格多夫區)
58°50′27″N 28°23′15″E / 58.8408471°N 28.3874334°E
別洛耶湖（俄语：Белое），是俄羅斯的湖泊，位於該國西北部，由普斯科夫州負責管轄，處於格多夫區，面積0.33平方公里，海拔高度73.8米，集水區面積8.9平方公里，平均水深1米，最大水深4米。